# Fria Tider
Fria Tider (Temps Libres) est un quotidien d'actualité numérique suédois populiste de droite créé en 2009. Le Projet de l'Oxford Internet Institute sur la Propagande Informatique identifia "Fria Tider" comme l'une des trois sources fondamentales de "junk news" (informations de pacotille) en Suède,. L'analyse de l'École supérieure de la défense nationale note Fria Tider comme ayant la plus grande proportion de désinformation parmi les sources suédoises.
Fria Tider promeut activement les récits du Kremlin et le contenu de Sputnik,,, un débouché de la propagande russe,,,. Fria Tider est connu pour promouvoir ses opinions en faveur de l'Annexion de la Crimée par la Russie ou encore de l'Invasion de l'Ukraine par la Russie. Granskning Sverige, un réseau connecté à Fria Tider est sur la liste de l'Union Européenne des sources de désinformation.
La recherche de l'Agence suédoise de recherche pour la défense conclut que les informations de Fria Tider sont davantage relayées par des robots Twitter, par rapport aux informations provenant d'autres sources. Une analyse de 12 millions de connexions sur Internet réalisée par le New York Times conclut qu'une majorité de la fréquentation de Fria Tider est générée par des sites non suédois.